# Famille von Rennenkampf
La famille von Rennenkampf, ou Rennenkampff, est une famille germanophone de la noblesse livonienne, issue du diocèse d'Osnabrück, qui atteint la renommée à partir du XVIIe siècle. Joachim von Rennenkampf, mort en 1658, était professeur de droit à Riga, puis conseiller de la ville. Karl Friedrich von Rennenkampf, mort en 1848, était assistant du directeur de l'académie impériale de guerre, et son fils, Constantin von Rennenkampf (1822-1897), secrétaire d'État, sénateur de l'Empire russe, et chef de la chancellerie de Sa Majesté Impériale.

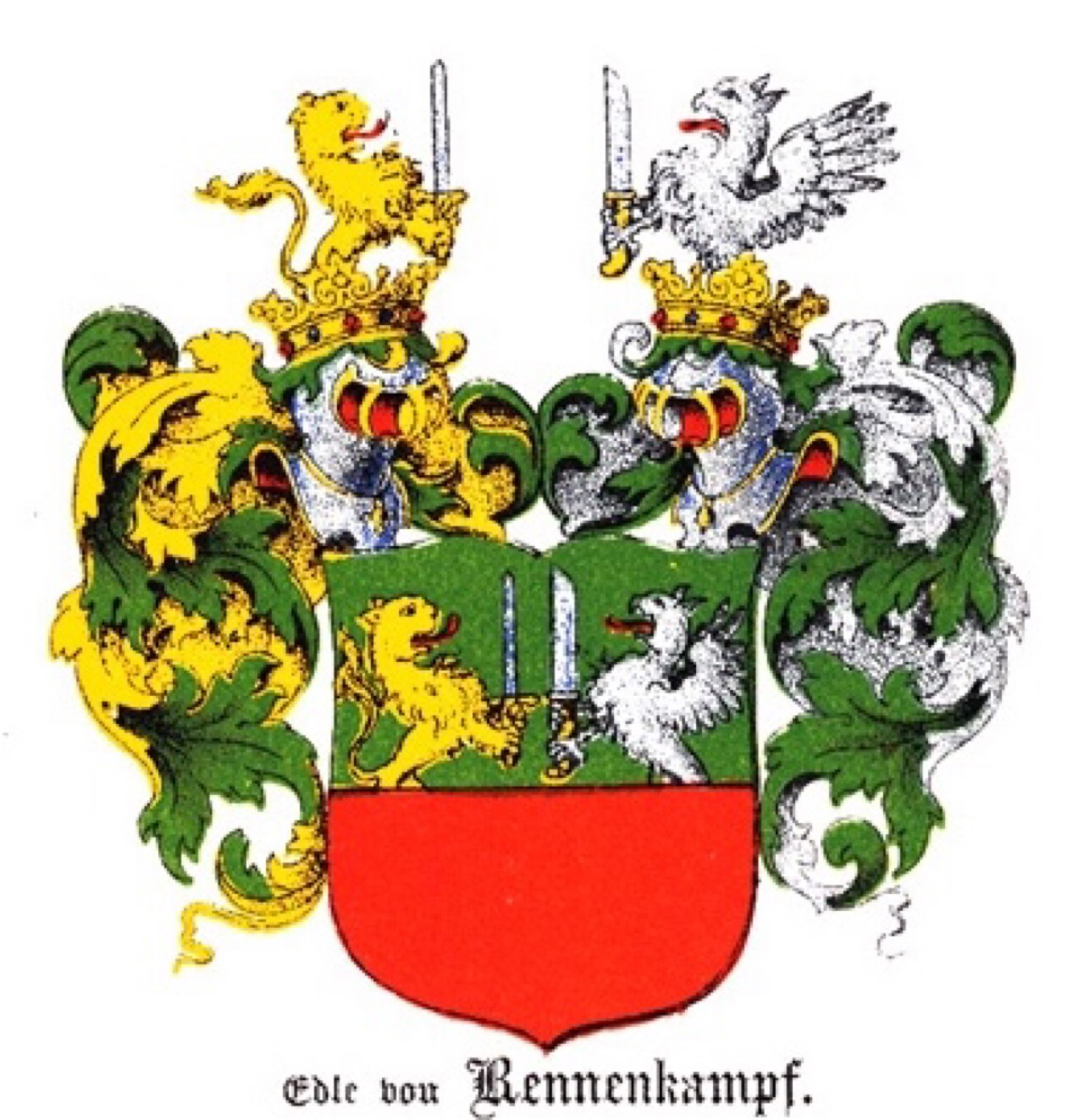
Armoiries de la famille von Rennenkampf

La famille von Rennekampf était inscrite aux registres des assemblées de la noblesse du gouvernement d'Estland et du gouvernement de Livonie, ainsi que dans les VIe et IIe parties des livres de la noblesse des gouvernements (provinces) de Moscou, de Saint-Pétersbourg et de Tchernigov.
La plupart des descendants de cette famille ont émigré en Allemagne, après la révolution de 1917 et dans les années 1930.

## Personnalités
- Anton von Rennenkampf (1801-1874), général de l'armée impériale russe.
- Paul von Rennenkampf (1854-1918), général de l'armée impériale russe, combattant de la Première Guerre mondiale.
- Baron Paul von Rennenkampf (1790-1857), général de l'armée impériale russe, combattant de la guerre de Crimée.
- Nikolai von Rennenkampf (1832-1899), conseiller d'État actuel, professeur de Droit.

## Domaines
De 1599 à 1919 (année de l'expropriation des terres de la noblesse terrienne par le nouveau gouvernement estonien), la famille von Rennenkampf a possédé jusqu'à cinquante-huit domaines en Livonie et dans le gouvernement d'Estland (vingt-et-un domaines en 1919, représentant un total de 44 000 hectares), ainsi qu'en Courlande (deux domaines), en Russie (sept domaines) et dans le gouvernement de Kowno (trois domaines), parmi lesquels:
- Château de Borkholm (12 000 hectares, aujourd'hui à Porkuni en Estonie)
- Château d'Alt Kalzenau (15 000 hectares)
- Manoir de Neu Kalzenau
- Château de Fersenau (aujourd'hui à Moraste en Estonie)
- Manoir de Finn (aujourd'hui à Vinni en Estonie)
- Château d'Heiligensee (aujourd'hui à Puehajärve en Estonie)
- Manoir d'Helmet (aujourd'hui à Helme en Estonie)
- Manoir de Klein Kamby (aujourd'hui à Suure Kambja en Estonie)
- Manoir de Konofer (aujourd'hui à Konuvere en Estonie)
- Manoir de Kosch (aujourd'hui à Päärdu en Estonie)
- Manoir de Laimjall (aujourd'hui à Laimjala en Estonie)
- Manoir de Layküll (aujourd'hui à Laiküla en Estonie)
- Manoir de Palloper (aujourd'hui à Palupere en Estonie)
- Manoir de Gross Ruhde (aujourd'hui à Tormi en Estonie)